# Dioxid de clor
Dioxidul de clor este un compus chimic cu formula ClO2. Este o substanță gazoasă de culoare galben-verzuie, iar la temperaturi mai mici de −59 °C are aspect de cristale portocalii. Fiind un oxid al clorului, poate fi folosit ca agent oxidant.

## Obținere

### În laborator
În laborator, ClO2 poate fi preparat prin oxidarea cloritului de sodiu:
{\displaystyle \mathrm {2NaClO_{2}+Cl_{2}\rightarrow 2ClO_{2}+2NaCl} }
Dioxidul de clor mai poate fi preparat și prin reacția dintre cloratul de potasiu și acidul oxalic:
{\displaystyle \mathrm {2KClO_{3}+2H_{2}C_{2}O_{4}\rightarrow K_{2}C_{2}O_{4}+2ClO_{2}+2CO_{2}+2H_{2}O} }
{\displaystyle \mathrm {2KClO_{3}+H_{2}C_{2}O_{4}+2H_{2}SO_{4}\rightarrow 2KHSO_{4}+2ClO_{2}+2CO_{2}+2H_{2}O} }